# Монтжуик
Монтжуи́к (кат. Montjuïc, исп. Montjuich, Montjuic) — гора в столице Каталонии Барселоне, расположенная в одноимённой административной единице городского района Сантс-Монтжуик. Высота Монтжуика составляет 173 м. Здесь Барселона принимала Всемирную выставку 1929 года и летние Олимпийские игры 1992 года. Благодаря множеству достопримечательностей и великолепным паркам Монтжуик привлекает как туристов, так и барселонцев. Происхождение названия горы до настоящего времени точно не установлено. Две основные версии гласят, что Монтжуик может быть «горой Юпитера» (от лат. mons Jovicus) или же «еврейской горой» (от старокаталан. Mont juïc).

## Достопримечательности
К сооружениям, построенным для Всемирной выставки 1929 года, относится футуристический Волшебный фонтан с его ежевечерней цветовой подсветкой и Национальный дворец c Национальным музеем искусств Каталонии (MNAC), хранящим огромное количество произведений каталонских художников.
Выше находятся парки Монтжуика Ноу Jardi Botanic и Jardins de Mossèn Costra i Lljobera, отличающиеся разнообразием флоры и фауны, а также оригинальная спиральная коммуникационная Телебашня Монтжуик и Олимпийская деревня с дворцом спорта Палау Сант Жорди, Олимпийским стадионом имени Луиса Компаниса. Недалеко от стадиона находится Олимпийско-спортивный музей имени Самаранча.
На Монтжуике также находится музей каталонского художника Жоана Миро — Фонд Жоана Миро, а также крепость Монтжуик, построенная в 1640 году, со смотровой площадки которой открывается великолепный вид на город и порт. Крепость получила печальную известность во времена режима Франко: в ней были казнены несколько каталонских социалистов и политиков, в том числе бывший президент правительства Каталонии Луис Компанис. На Монтжуике также находится архитектурно-этнографический парк-музей Испанская деревня (Поблэ Эспаньол) с характерными для разных регионов страны зданиями-репликами, ремесленными мастерскими и объектами общепита.
На горе расположено кладбище. Множество склепов, скульптур, лестниц расположены на нескольких десятках уровней по крутому склону.
На гору ведут подземный фуникулёр и затем канатная дорога из центра города и канатная дорога из портово-пляжного района Барселонета, также по ней ходят городские автобусы от площади Испании.

## Галерея

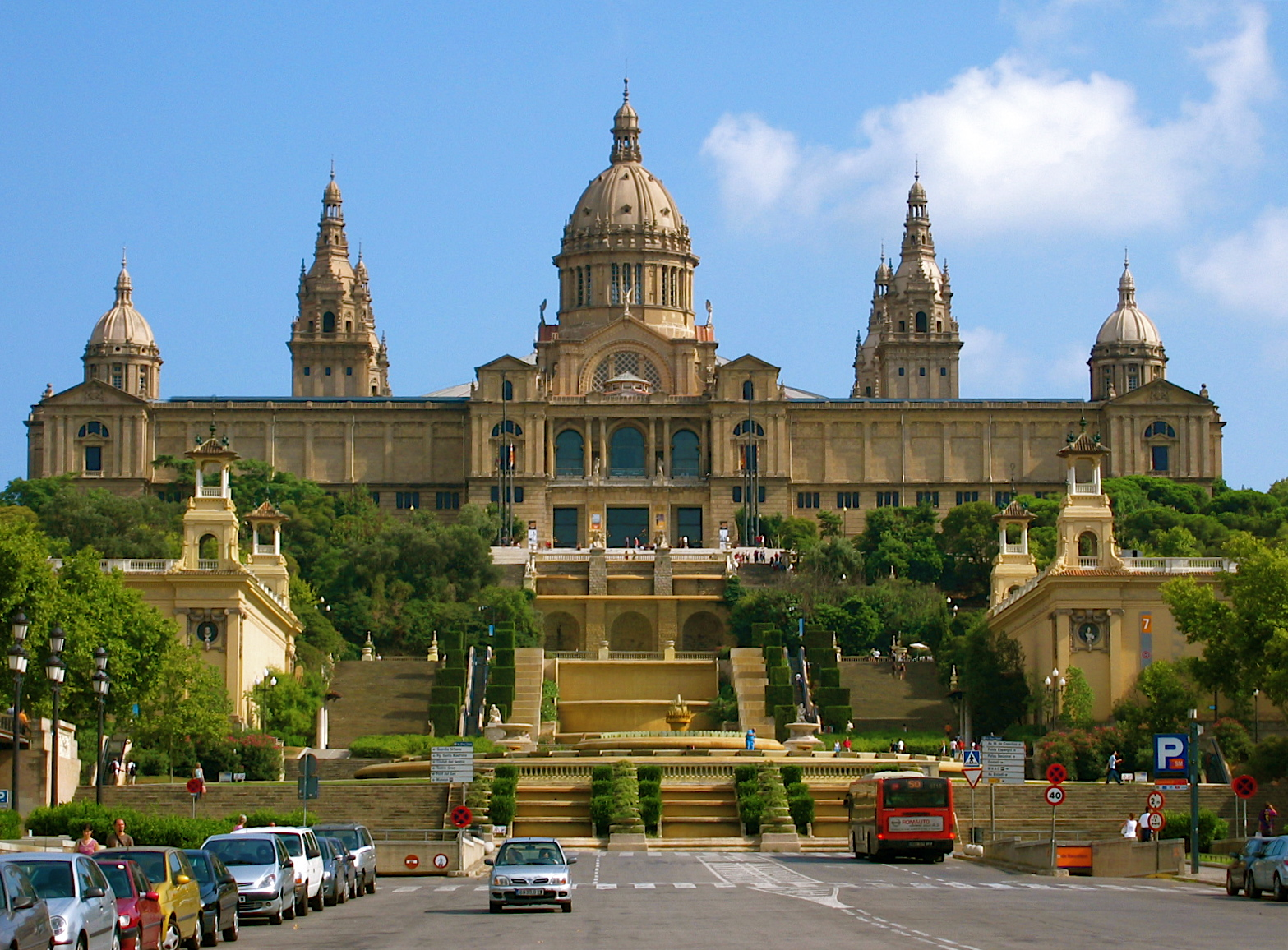
Национальный дворец, где размещается Национальный музей искусства Каталонии
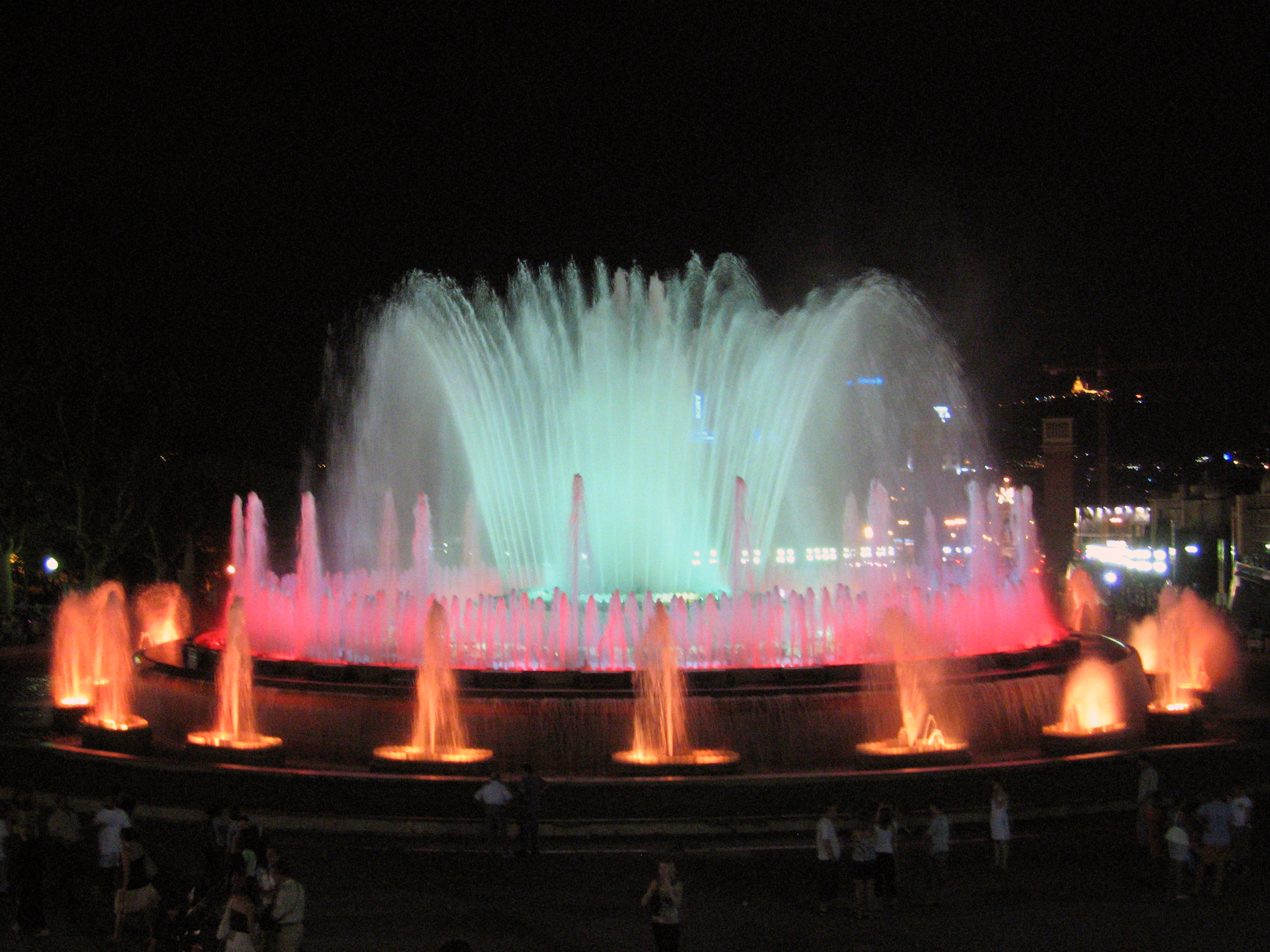
Волшебный фонтан на Монтжуике
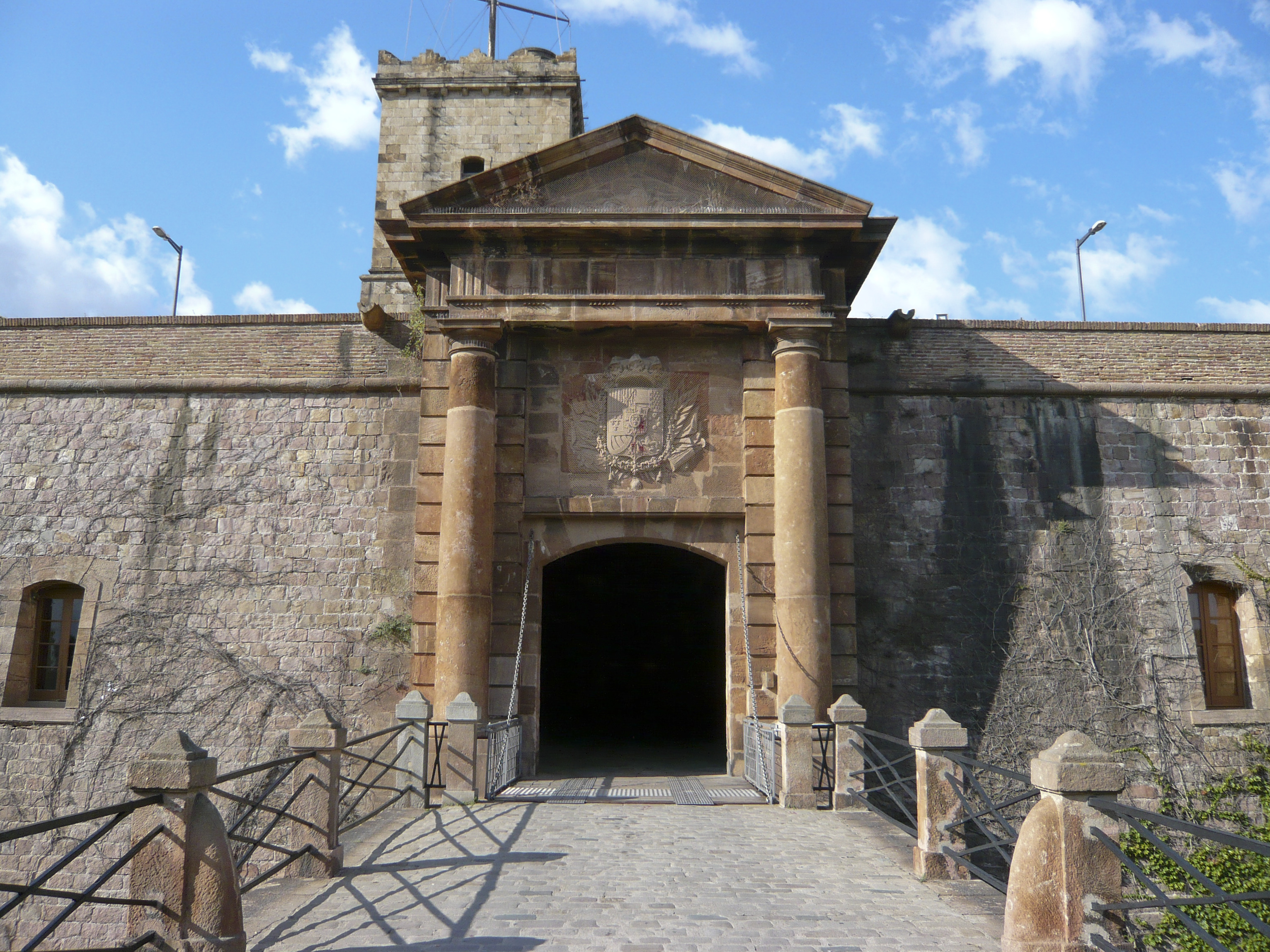
Крепость Монтжуик
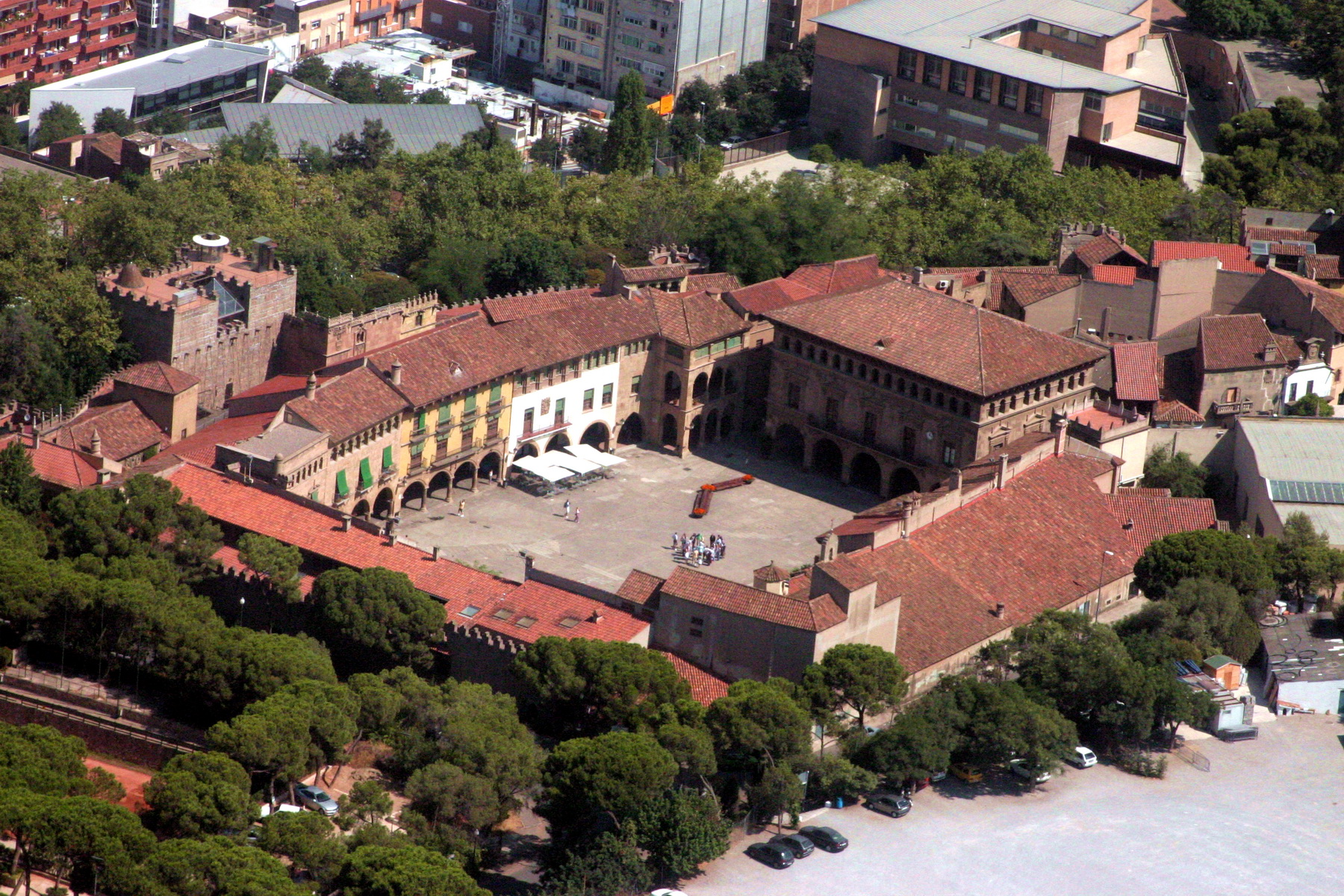
Испанская деревня (Поблэ Эспаньол)
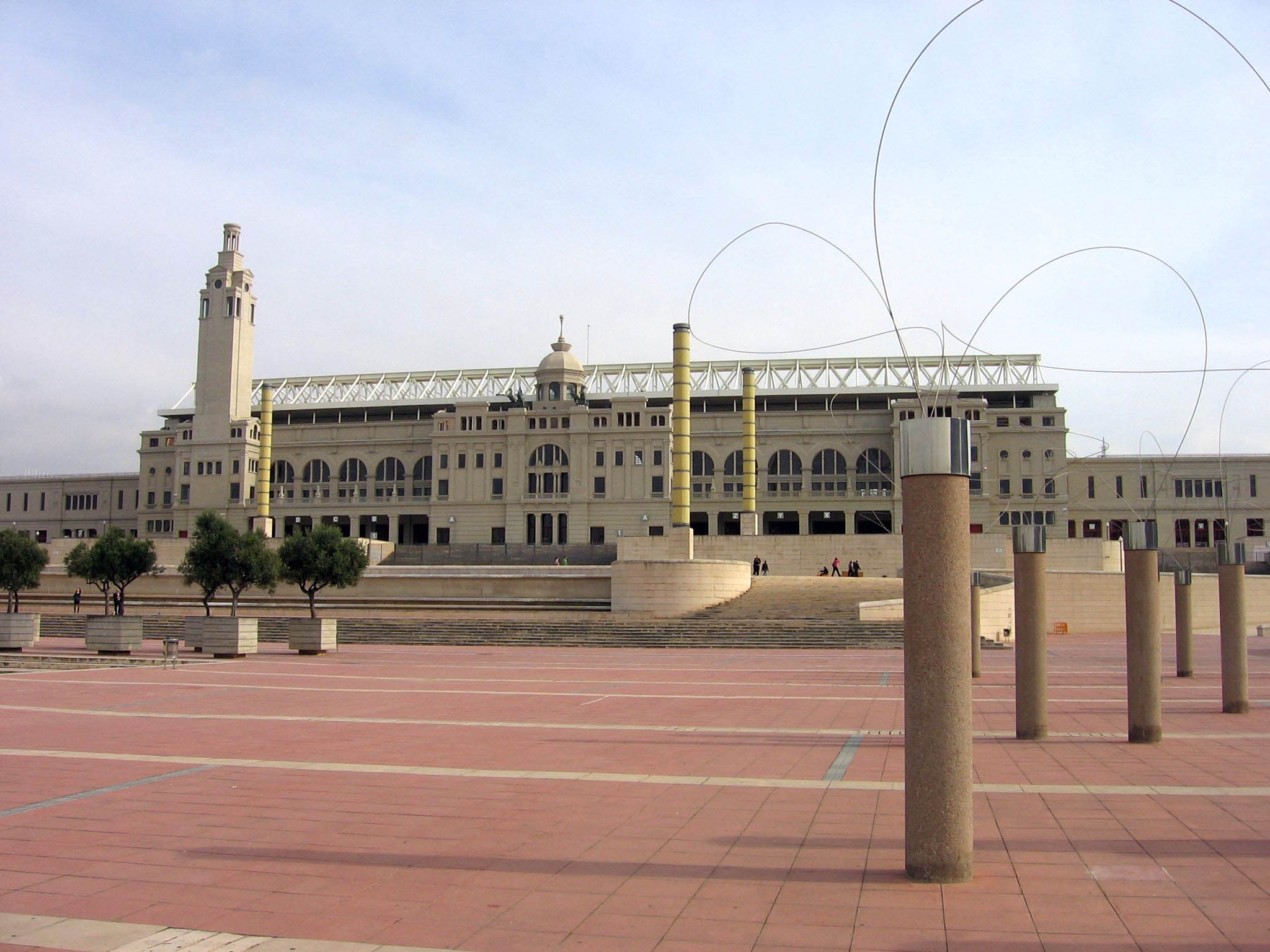
Олимпийский стадион
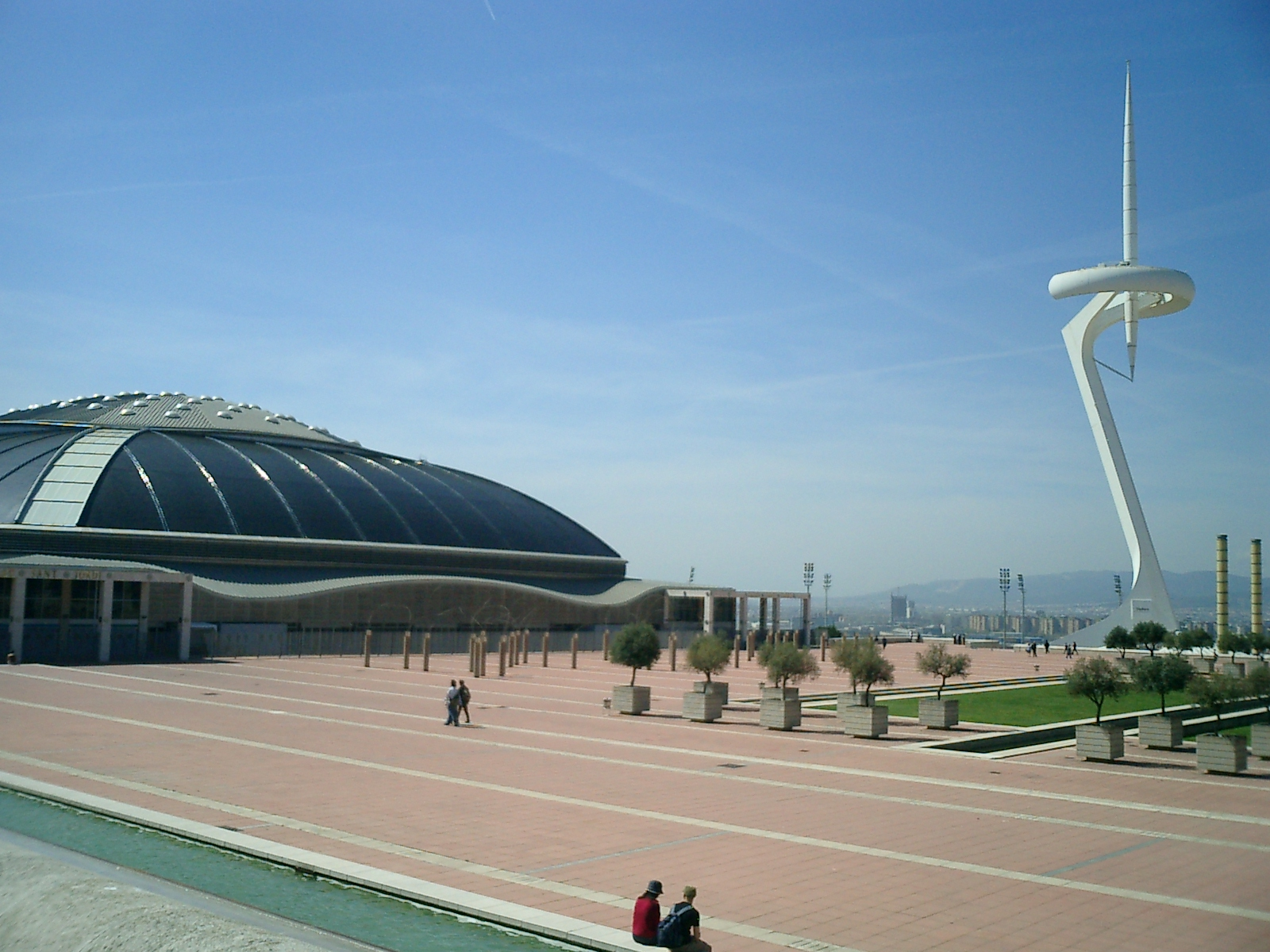
Дворец спорта Палау Сант Жорди и Телебашня Монтжуик
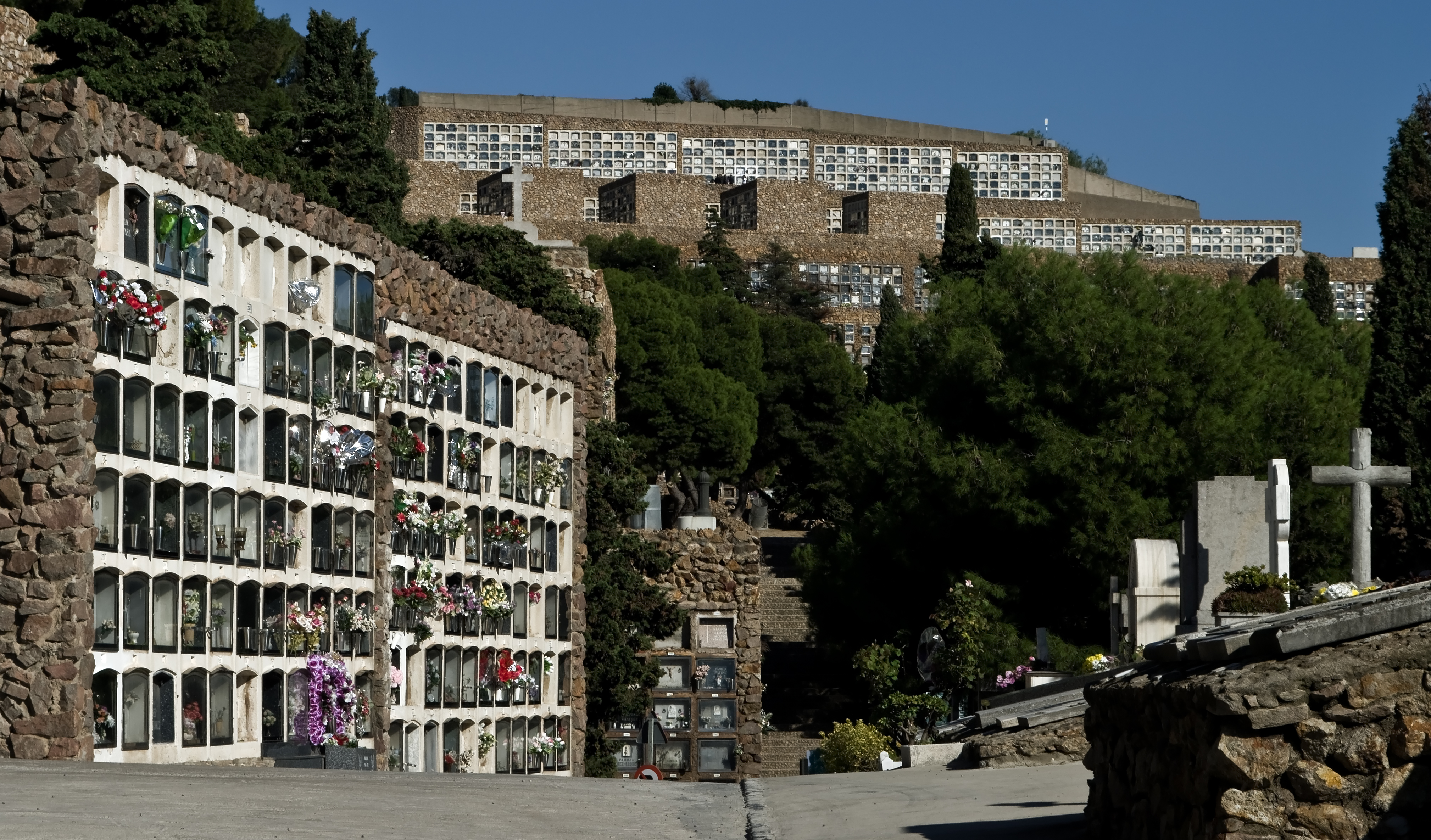
Ярусы кладбища на горе Монтжуик
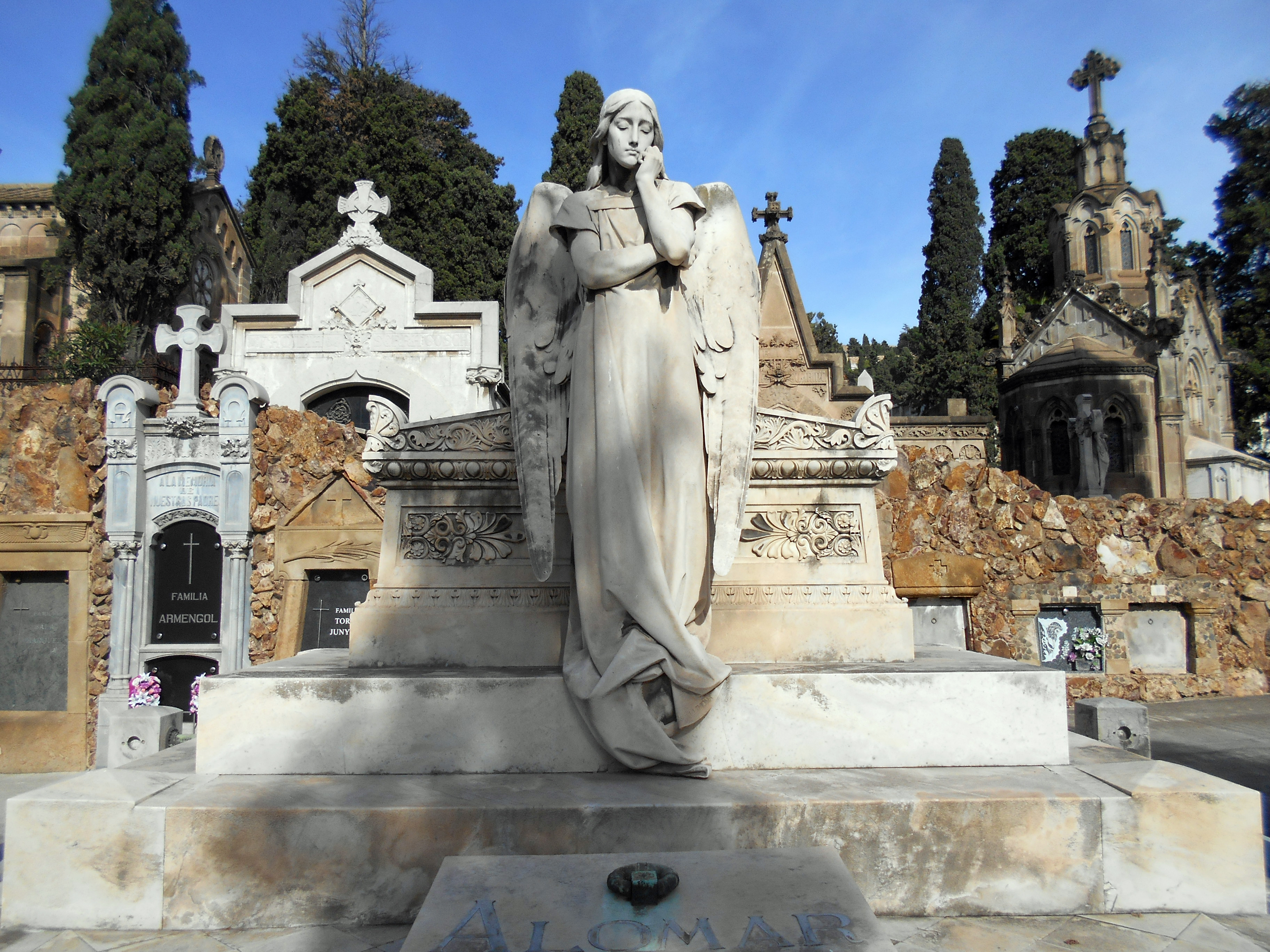
На кладбище Монтжуика множество склепов и уникальных скульптур

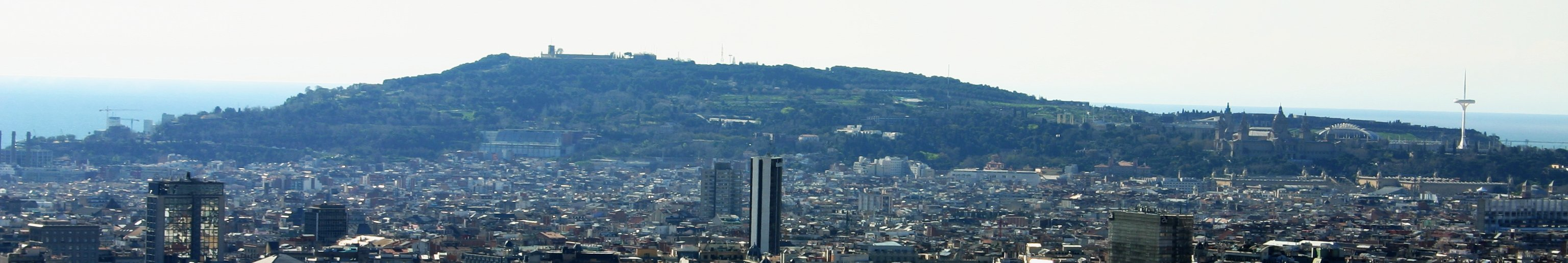
Панорама Монтжуика